# نيفيل بانستر
نيفيل بانستر (بالإنجليزية: Neville Bannister)‏ هو لاعب كرة قدم بريطاني، ولد في 21 يوليو 1937 في Brierfield, Lancashire ‏ في المملكة المتحدة. لعب مع بولتون واندررز ولينكولن سيتي أف سي ونادي روتشديل ونادي هارتلبول يونايتد.